# Sarima solita
Sarima solita är en insektsart som beskrevs av Melichar 1906. Sarima solita ingår i släktet Sarima och familjen sköldstritar. Inga underarter finns listade i Catalogue of Life.